# Ooceraea pawa
Ooceraea pawa (лат.) — вид муравьёв рода Ooceraea из подсемейства Dorylinae (ранее в Cerapachyinae). Ранее с 1919 по 2016 годы был известен как Cerapachys pawa.

## Распространение
Соломоновы острова (Ugi, Pawa).

## Описание
Мелкие муравьи коричневого цвета, длина около 3 мм. Усики рабочих и самок 9-члениковые. От близких видов (Ooceraea pusilla и Ooceraea papuana) отличается более мелкими размерами тела и более широким постпетиолем, грубой скульптированной головой. Стебелёк между грудкой и брюшком двухчлениковый (следующий за петиолем III-й абдоминальный сегмент узкий и превращён в постпетиоль), но явные перетяжки между следующими абдоминальными сегментами (IV, V и VI) отсутствуют. Проното-мезоплевральный шов развит. Проподеальные дыхальца находятся в нижней части заднегрудки. Пигидиум с модифицированными щетинками. Оцеллии отсутствуют, сложные глаза редуцированные (1—5 фасеток) или отсутствуют. Нижнечелюстные щупики рабочих 3-члениковые, нижнегубные щупики состоят из 2 сегментов. Средние и задние голени с одной гребенчатой шпорой. Куколки голые (коконы отсутствуют). Гнездятся в почве.